# カトーデジタル
カトーデジタルはカトーが1980年代後半に発売した鉄道模型の制御装置である。
複数の車両を同一線路上で制御できる。16番ゲージ用のみが発売された。制御盤はメインユニットの横に接続する方法で拡張することが出来た。一つの制御盤にはスライド式の速度制御装置があり、独立して2両の動力車を制御できた。アドレスは00から99まであった。RS-232CのインターフェースでMS-DOSのパソコンと接続することが出来た。1台の分岐器制御版で16台の分岐器を制御できた。カタログには1992年まで掲載されていた。